# Hackesches Hoftheater
Das Hackesche Hoftheater war von 1993 bis 2006 eine Theater- und Musik-Spielstätte in den Hackeschen Höfen in Berlin. In der DDR waren die Hackeschen Höfe jahrzehntelang vernachlässigt worden, 1993 begann die Restaurierung des Areals. Da das Hackesche Hoftheater zunächst die einzige Kulturstätte dort war, wurde seine Ausrichtung auf jüdische Kultur in den folgenden Jahren fast zum Synonym für die Höfe.

## Ensemble und Geschichte
1991 wurde das Pantomimen-Ensemble des Deutschen Theaters aufgelöst. Dessen Leiter Burkhart Seidemann (1944–2016) gründete daraufhin mit den meisten Mitgliedern „Das Andere Theater“ (DAT). Ein ehemaliger Lagerraum in den Hackeschen Höfen wurde 1991 gemietet und es begann der eigenhändige Aus- und Umbau zu einer Theaterspielstätte, die – einmalig unterstützt von der Stiftung Kulturfonds – 1993 als Hackesches Hof-Theater (HHT) eröffnet werden konnte.
Neben den Pantomimen und Kabarett (mit dem Puppenspieler Peter Waschinsky) arbeiteten auch Schauspieler (z. B. Barbara Schnitzler, Heide Bartholomäus, Rike Eckermann, Bettina Schubert, Esther Esche) im Ensemble. Es gab Kindertheater, Literaturlesungen und Comedy (Mime Crime, Ursus & Nadeschkin). Befreundete Musiker und Sänger (u. a. Dietrich Petzold, Mark Aizikovitch, Karsten Troyke, Jalda Rebling, Alex Jacobowitz,  Gruppe Aufwind) beteiligten sich und neben den mimischen Inszenierungen etablierten sich jüdische Themen und das jiddische Liedtheater. Mit dem Gedanken einiger der Protagonisten, dass man sich der besonderen Geschichte dieser Berliner Mitte nicht entziehen konnte, entstand die Konzertreihe „Jiddische Musik am historischen Ort“. Diese wöchentlich 3-mal stattfindenden Konzerte haben eine internationale Resonanz gefunden und fast alle bekannten jiddischen und Klezmer-Gruppen Europas traten hier auf.
Kommerziell war es allerdings nicht so erfolgreich. Mit seinen ca. 100 Plätzen und bis zu drei Aufführungen pro Tag konnte sich das Theater zwar fast 14 Jahre lang halten, jedoch brachte die Sanierung der Hackeschen Höfe auch steigende Mieten, die schließlich von den Spieleinnahmen nicht mehr aufgebracht werden konnten. Anfang 2006 wurde es geschlossen.
Der Trägerverein Philomimos e. V. existiert weiter und organisiert seit mehr als 10 Jahren an etwa 20 Tagen im Jahr Aufführungen, Weihnachtstheater und Klezmer-Musikfestivals im CEDIO-Veranstaltungszentrum in den Storkower Bögen in Berlin-Lichtenberg. Sitz des Vereins ist in der Franz-Jacob-Straße 2b.